# Zabaro-Davîdivka, Iemilciîne
Zabaro-Davîdivka (în ucraineană Забаро-Давидівка) este un sat în comuna Kociîciîne din raionul Iemilciîne, regiunea Jîtomîr, Ucraina.

## Demografie
Componența lingvistică a localității Zabaro-Davîdivka
     Ucraineană (98,28%)
     Română (1,72%)
Conform recensământului din 2001, majoritatea populației localității Zabaro-Davîdivka era vorbitoare de ucraineană (98,28%), existând în minoritate și vorbitori de română (1,72%).